# Gries (Canazei)
Gries è una frazione del comune italiano di Canazei, nella provincia di Trento, in Trentino-Alto Adige.

## Storia
Il borgo sorse in epoca medievale sopra un'altura di sassi di polvere granulosa, portata a valle dalle acque del rio di Gries (attuale rio di Soracrepa) che qui forma una cascata. Secondo Giulia Mastrelli nell'opera Toponomastica trentina, il toponimo potrebbe derivare da grès, dal celtico grava, "sasso". Gries fu un possedimento dell'abbazia di Novacella. Fu un'antica vicinìa risalente al XIV secolo, regolamentata nel 1627 e ora ASUC (Amministrazione Separata dei beni di Uso Civico).
Secondo la tradizione, il borgo antico fu distrutto da una frana, eccezione fatta per una singola casa, la "casa forte" in quanto realizzata in muratura e non in legno, che sopravvive ancora oggi nei pressi della caserma dei Carabinieri (nucleo di case denominato "Tone"). A Gries si ricordano due devastanti incendi che hanno seriamente danneggiato il paese: il primo il 9 agosto 1861 con 22 famiglie rimaste senza casa e il secondo il 12 aprile 1912 che ridusse in miseria 24 famiglie. Un terzo incendio si sviluppò il 29 marzo 1915 a Cleva (ora Chieva) che danneggiò gravemente le abitazioni di alcune famiglie di questo rione. 
Tra i personaggi importanti di questa frazione Giovanni Rizzi – patriota, poeta, pedagogista, precettore del re – nacque a Treviso il 22 ottobre 1828, ma non dimenticò mai le sue radici fassane. Suo padre Giovanni Battista Riz era nato nel rione di “Tone” della frazione di Gries l’8 marzo 1780 da Giacomo Riz e Anna Micheluzi, era stato nominato poi giudice ad Arco e infine consigliere di tribunale a Treviso. A Gries Giovanni Rizzi era certamente tornato durante gli studi universitari in lingua e letteratura italiana ad Innsbruck. Giovanni Rizzi ebbe un’intima amicizia con Alessandro Manzoni e a Milano fondò e fu direttore della Scuola Superiore femminile in cui insegnò anche italiano. 
Un secondo personaggio vissuto a Gries era Francesco Dantone, più comunemente conosciuto come Franz o Franzele Pascalìn, fu il primo fotografo della Val di Fassa e il primo che fermò sulle lastre lo splendore selvaggio delle Dolomiti. Nacque il 26 novembre 1839 da Giovanni Battista Dantone e Maria Giuliana Detone. Risalgono al periodo tra il 1865 e il 1867 le sue prime foto che documentano il post incendio del 1861 che distrusse buona parte di Gries. Dantone ottenne numerosi riconoscimenti in diverse mostre fotografiche tra le quali a Salisburgo nel 1895 e prima ancora a Innsbruck nel 1893 dove fu premiato alla Mostra del Tirolo presentando un prezioso elenco delle foto originali con ben 314 soggetti di paesi, montagne e panorami frutto di anni di lavoro.

## Monumenti e luoghi d'interesse
- Chiesa del Sacro Cuore di Gesù, chiesa parrocchiale costruita a partire dal 1935, su progetto di Guido De Unterrichter e Renzo Masé, e consacrata il 23 aprile 1967 dall'arcivescovo Alessandro Maria Gottardi.[2]
- Chiesa della Madonna della Neve, storico edificio di culto della frazione, risale al 1570 e ha subito svariati rimaneggiamenti nel corso dei secoli successivi.[3]
- Tobié, costruzioni storiche che testimoniano l'antica origine del borgo.

## Geografia antropica
Il confine tra le frazioni di Gries e Canazei è rappresentato dal ruf de Antermont, torrente tumultuoso le cui origini si devono cercare negli anfratti dolomitici della sforcela dai Ciamorces (m. 2957) nel massiccio del Sella.
Fanno parte della frazione di Gries anche le località, di antica origine, di Mortic e Soracrepa.
Le testimonianze archeologiche identificano la località di Mortic come uno degli insediamenti umani più antichi dell'Alta Val di Fassa. Entrambe le borgate sono oggi disabitate. In particolare Mortic fu interessato da alcuni incendi e il 12 giugno del 1879 da una grande frana. Di questa località è rimasta una sola testimonianza rappresentata da un capitello risalente ai primi del 1700.